# Liste der Baudenkmäler im Bonner Ortsteil Kessenich
Die folgende Liste enthält in der Denkmalliste ausgewiesene Baudenkmäler auf dem Gebiet des Bonner Ortsteils Kessenich im Stadtbezirk Bonn.
Hinweis: Die Reihenfolge der Denkmäler in dieser Liste orientiert sich an den Straßennamen und ist alternativ nach Hausnummern, Denkmallistennummer oder Bezeichnung sortierbar.
Basis ist die offizielle Denkmalliste der Stadt Bonn (Stand: 15. Januar 2021), die von der Unteren Denkmalbehörde geführt wird. Grundlage für die Aufnahme in die Denkmalliste ist das Denkmalschutzgesetz Nordrhein-Westfalens.
| Bild                                           | Bezeichnung                                    | Lage | Beschreibung                                                                             | Bauzeit          | Eingetragen seit | Denkmal- nummer |
| ---------------------------------------------- | ---------------------------------------------- | --- | ---------------------------------------------------------------------------------------- | ---------------- | ---------------- | --------------- |
| BW                                             |                                                | Aloys-Schulte-Straße 20 Karte |                                                                                          |                  |                  | A 284           |
| BW                                             |                                                | Aloys-Schulte-Straße 22 Karte |                                                                                          |                  |                  | A 4029          |
| BW                                             |                                                | Argelanderstraße 141 / Reuterstraße Karte |                                                                                          | 1910             |                  | A 3726          |
| BW                                             |                                                | Argelanderstraße 143 Karte |                                                                                          | um 1910          |                  | A 1995          |
| BW                                             |                                                | Argelanderstraße 145 Karte |                                                                                          | um 1910          |                  | A 1994          |
| BW                                             |                                                | Argelanderstraße 147 Karte |                                                                                          |                  |                  | A 3959          |
| BW                                             |                                                | Argelanderstraße 149 Karte |                                                                                          |                  |                  | A 3743          |
| BW                                             |                                                | Argelanderstraße 155 Karte |                                                                                          |                  |                  | A 1992          |
| BW                                             |                                                | Argelanderstraße 157 Karte |                                                                                          |                  |                  | A 77            |
| BW                                             |                                                | Argelanderstraße 159 Karte |                                                                                          |                  |                  | A 2063          |
| BW                                             |                                                | Argelanderstraße 163 Karte |                                                                                          |                  |                  | A 432           |
| BW                                             |                                                | Argelanderstraße 165 Karte |                                                                                          |                  |                  | A 704           |
| BW                                             |                                                | Argelanderstraße 171 Karte |                                                                                          |                  |                  | A 451           |
| weitere Bilder                                 | Teile der Besatzungsbauten                     | August-Bier-Straße 23/25 Karte |                                                                                          |                  |                  | A 3872          |
| Steinwegekreuz Kessenich, „Mechenkreuz“ 1705   | Steinwegekreuz Kessenich, „Mechenkreuz“ 1705   | Bergstraße/Karthäuserstraße Karte |                                                                                          | 1705             |                  | A 3112          |
| BW                                             |                                                | Bergstraße 123 Karte |                                                                                          |                  |                  | A 371           |
| BW                                             |                                                | Bergstraße 135 Karte |                                                                                          |                  |                  | A 900           |
| BW                                             |                                                | Bonner Talweg 145 Karte |                                                                                          |                  |                  | A 81            |
| BW                                             |                                                | Bonner Talweg 153 Karte |                                                                                          |                  |                  | A 3783          |
| BW                                             |                                                | Bonner Talweg 169 Karte |                                                                                          |                  |                  | A 3720          |
| weitere Bilder                                 | Reutersiedlung                                 | Bonner Talweg 182, 192/194/196/198, 200; Graf-Galen-Straße 1 a/1 b/1 c/1 d, 3, 5/7/9/11/13, 15, 2/4/6,8/10/12/14/16; Heinrich-Körner-Straße 1/3/5/7/9/11, 13/15, 17 (Waschhaus), 2/4/6/8/10/12, 14, 16/18/20/22/24/26/28/30 sowie Garage; Luisenstraße 65/67, 69/71, 73/75/77, 79-85, 87-93, 95-101, 103-113, 115/117, 119, 121, 123, 125, 127; Renoisstraße 1/3/5,7/9/11/13/15/17/19/21/23/25,27/29/31/33/35/37/39/41/43/45,47/49/51/53/55/57/59/61/63/65, 2/4/6/8, 10, 12/14, 16/18, 20/22, 24/26; Reuterstraße 56, 58/60, 62/64, 66/68 Karte | Architekt: Max Taut, Gartenarchitekt: Heinrich Raderschall                               | 1949–1952        |                  | A 1051          |
| weitere Bilder                                 |                                                | Bonner Talweg 262 Karte |                                                                                          | 1904 (Inschrift) |                  | A 45            |
|                                                |                                                | Bonner Talweg 299 Karte |                                                                                          |                  |                  | A 1689          |
| BW                                             |                                                | Burbacher Straße 1 Karte |                                                                                          |                  |                  | A 1120          |
| BW                                             |                                                | Burbacher Straße 3 Karte |                                                                                          |                  |                  | A 3975          |
| BW                                             |                                                | Burbacher Straße 5 Karte |                                                                                          |                  |                  | A 3974          |
| BW                                             |                                                | Burbacher Straße 7 Karte |                                                                                          |                  |                  | A 3943          |
| weitere Bilder                                 | Teile der Besatzungsbauten                     | Burbacher Straße 4–6, 10–16 Karte |                                                                                          |                  |                  | A 3872          |
| BW                                             |                                                | Burbacher Straße 15 Karte |                                                                                          |                  |                  | A 3991          |
|                                                |                                                | Burbacher Straße 18 Karte | Nur die straßenseitigen Fassaden stehen unter Denkmalschutz                              |                  |                  | A 128           |
| BW                                             |                                                | Burbacher Straße 19 Karte |                                                                                          |                  |                  | A 3958          |
| BW                                             |                                                | Burbacher Straße 30 Karte |                                                                                          |                  |                  | A 530           |
| BW                                             |                                                | Burbacher Straße 32 Karte |                                                                                          |                  |                  | A 531           |
| BW                                             |                                                | Burbacher Straße 76 Karte |                                                                                          |                  |                  | A 1110          |
|                                                |                                                | Burbacher Straße 147 Karte |                                                                                          |                  |                  | A 1313          |
|                                                |                                                | Burbacher Straße 155 Karte |                                                                                          |                  |                  | A 1690          |
|                                                |                                                | Burbacher Straße 190 Karte |                                                                                          |                  |                  | A 1585          |
|                                                |                                                | Burbacher Straße 192 Karte | Fachwerkwohnhaus, rückwärtig anschließendes Nebengebäude Teil einer verlorenen Hofanlage | 1745             |                  | A 1081          |
|                                                |                                                | Burbacher Straße 219 Karte |                                                                                          |                  |                  | A 2082          |
|                                                |                                                | Burbacher Straße 221 Karte |                                                                                          |                  |                  | A 1765          |
| BW                                             |                                                | Burbacher Straße 247 Karte |                                                                                          |                  |                  | A 1448          |
|                                                |                                                | Burbacher Straße 249 Karte |                                                                                          |                  |                  | A 1387          |
| „Bonnsfünfte Gesamtschule“ A-Gebäude           | „Bonnsfünfte Gesamtschule“ A-Gebäude           | Eduard-Otto-Straße 9 Karte |                                                                                          |                  |                  | A 3877          |
| BW                                             |                                                | Eduard-Otto-Straße 41 Karte | Doppelhaus mit Nr. 43                                                                    | um 1907          |                  | A 386           |
| BW                                             |                                                | Eduard-Otto-Straße 43 Karte | Doppelhaus mit Nr. 41                                                                    | um 1907          |                  | A 1184          |
| Evangelische Friedenskirche                    | Evangelische Friedenskirche                    | Franz-Bücheler-Straße (10) Karte |                                                                                          | 1955             |                  | A 3993          |
| weitere Bilder                                 | Friedhof Kessenich                             | Gregor-Mendel-Straße / Am Buchenhang Karte |                                                                                          | 1893 ff.         |                  | A 455           |
| BW                                             |                                                | Karl-Barth-Straße 1 Karte |                                                                                          |                  |                  | A 2425          |
| BW                                             |                                                | Karl-Barth-Straße 43 Karte |                                                                                          |                  |                  | A 797           |
| weitere Bilder                                 | „Zur Rosenburg“                                | Karthäuserplatz 21 Karte |                                                                                          | 1691             |                  | A 60            |
| Wohnhaus des Bürgermeisters Joh. Heinr. Cassel | Wohnhaus des Bürgermeisters Joh. Heinr. Cassel | Lotharstraße 169 / Bonner Talweg Karte |                                                                                          |                  |                  | A 3463          |
| BW                                             |                                                | Luisenstraße 17 Karte |                                                                                          |                  |                  | A 4033          |
| BW                                             |                                                | Luisenstraße 19 Karte |                                                                                          |                  |                  | A 4038          |
| BW                                             |                                                | Luisenstraße 36 Karte |                                                                                          |                  |                  | A 2821          |
| BW                                             |                                                | Luisenstraße 74 Karte |                                                                                          |                  |                  | A 4095          |
| weitere Bilder                                 |                                                | Luisenstraße 134 Karte |                                                                                          |                  |                  | A 919           |
|                                                |                                                | Luisenstraße 138 Karte |                                                                                          |                  |                  | A 1173          |
|                                                |                                                | Mechenstraße 64 Karte |                                                                                          |                  |                  | A 567           |
| „Hüllen-Hof“                                   | „Hüllen-Hof“                                   | Mechenstraße 80 Karte |                                                                                          | 1624             |                  | A 824           |
| weitere Bilder                                 | Kriegerehrenmal Kessenich                      | Nikolausstraße Karte | Denkmal zur Erinnerung an Opfer des Ersten und Zweiten Weltkrieges                       | 1926             |                  | A 1430          |
| weitere Bilder                                 | Kirche Alt St. Nikolaus                        | Nikolausstraße/Rosenburgweg Karte | Dreischiffiger Kirchenbau mit einem viereckigen Turm an der Westseite                    |                  |                  | A 2558          |
| weitere Bilder                                 | Alter Friedhof Kessenich                       | Nikolausstraße/Rosenburgweg Karte | Einer der ältesten historischen Friedhöfe im heutigen Stadtgebiet von Bonn               |                  | 1984             | A 463           |
| Turnhalle Kessenich                            | Turnhalle Kessenich                            | Pützstraße 12 Karte |                                                                                          | 1906–1907        |                  | A 1095          |
| weitere Bilder                                 | Kath. Pfarrkirche St. Nikolaus mit Allee       | Pützstraße 21 Karte | Architekt: Johannes Richter                                                              | 1888–1891        |                  | A 4119          |
| BW                                             |                                                | Pützstraße 40 Karte |                                                                                          |                  |                  | A 751           |
| BW                                             |                                                | Reuterstraße 40 Karte |                                                                                          |                  |                  | A 4113          |
| BW                                             |                                                | Reuterstraße 42 Karte |                                                                                          |                  |                  | A 4114          |
| BW                                             |                                                | Reuterstraße 44 Karte |                                                                                          |                  |                  | A 3390          |
| weitere Bilder                                 | Ehemaliges Clubhaus „Haus der Jugend“          | Reuterstraße 100 Karte |                                                                                          | 1906             | 1987             | A 1160          |
| BW                                             |                                                | Reuterstraße 116 Karte |                                                                                          |                  |                  | A 703           |
| BW                                             |                                                | Rheinweg 102 Karte |                                                                                          |                  |                  | A 3875          |
| BW                                             |                                                | Rheinweg 113 Karte |                                                                                          |                  |                  | A 606           |
| BW                                             |                                                | Rheinweg 117 Karte |                                                                                          |                  |                  | A 71            |
| BW                                             |                                                | Rheinweg 121 Karte |                                                                                          |                  |                  | A 2218          |
| weitere Bilder                                 |                                                | Rheinweg 127 Karte | Architekt: Wilhelm Weinreis                                                              | 1903             |                  | A 2544          |
| BW                                             |                                                | Rheinweg 129 Karte |                                                                                          |                  |                  | A 2363          |
|                                                |                                                | Rheinweg 152 Karte |                                                                                          |                  |                  | A 999           |
| weitere Bilder                                 | Rosenburg                                      | Rosenburgweg Karte | Im neoromanischen Stil errichtet; von 1950 bis 1973 Sitz des Bundesjustizministeriums    | 1831             |                  | A 406           |
| weitere Bilder                                 | Feuerwehrgebäude                               | Rosenburgweg 1 Karte | Ehemaliges Bürgermeistereigebäude, seit 1904 als Feuerwehrhaus genutzt                   |                  |                  | A 4006          |
| weitere Bilder                                 | „Villa Klein/Bussmann“                         | Rosenburgweg 26 Karte |                                                                                          |                  |                  | A 695           |

## Ehemalige Baudenkmäler
| Bild | Bezeichnung | Lage                   | Beschreibung | Bauzeit | Eingetragen seit | Denkmal- nummer |
| ---- | ----------- | ---------------------- | ------------ | ------- | ---------------- | --------------- |
| BW   |             | Reuterstraße 120 Karte |              |         |                  | A 4125          |